# Hyalorista
Hyalorista é um gênero de mariposa pertencente à família Crambidae.